# أكاديمية الأسلحة المشتركة للقوات المسلحة الروسية
أكاديمية الأسلحة المشتركة للقوات المسلحة للاتحاد الروسي (بالروسية: Общевойсковая академия Вооружённых Сил Российской Федерации) هي أكاديمية عسكرية في موسكو توفر التعليم العسكري العالي لضباط القوات المسلحة الروسية.
تحتوي الأكاديمية على 30 قسمًا، موزعة على مبنيين رئيسيين في منطقتي خاموفنيكي وليفورتوفو في موسكو. كانت في الأصل أكاديمية الأركان العامة التي تم إنشاؤها في العام 1918، كبديل لسابقتها أكاديمية نيكولاس لهيئة الأركان العسكرية الإمبراطورية الروسية، التي كانت قائمة قبل الثورة البلشفية من 1832 حتى 1918، بهدف تدريب الضباط المنخرطين في الجيش الأحمر السوفيتي المشكل حديثًا بعد الثورة، وسُمِيت لاحقا بأكاديمية فرونزي العسكرية حتى 1998.
أنشأت الأكاديمية بهذه التسمية في العام 1998 وفقًا مرسوم حكومي رقم 1009 تم بموجبه دمج أكاديمية فرونزي العسكرية مع أكاديمية مالينوفسكي العسكرية للقوات المدرعة، التي سُميَّت على اسم وزير الدفاع في الاتحاد السوفيتي روديون مالينوفسكي، وبرنامج تدريب الضباط المعروف آنذاك بـ«برنامج إطلاق النار» (بالروسية: «Курсы «Выстрел)، وتشكلت هذه الأكاديمية من المؤسسات الأكاديمية الثلاث بمسمى جديد هو أكاديمية الأسلحة المشتركة للقوات المسلحة الروسية. وهي تعادل من حيث المستوى والوظيفة كلية القيادة والأركان العامة لجيش الولايات المتحدة في مقاطعة ليفنوورث أو كلية أركان الجيش البريطاني في كامبرلي. القائد الحالي للأكاديمية العسكرية المشتركة هو الفريق ألكسندر رومانشوك ويشغل المنصب منذ عام 2019 (أنظر قائمة الرؤساء أدناه).
على الموقع الرسمي للأكاديمية، تُسمى الأكاديمية باسم «المركز التعليمي والعلمي العسكري للقوات البرية وسام الأسلحة المشتركة لأكاديمية جوكوف للقوات المسلحة للاتحاد الروسي».
في ديسمبر 2008، تم توسيع اسم الأكاديمية ليعكس مكانتها كمؤسسة، حيث تم إعادة تنظيم الأكاديمية من خلال دمجها في أعمال أكاديمية مشتركة مع المؤسسات التعليمية الحكومية للتعليم المهني العالي، مثل:
مدرسة الشرق الأقصى العليا المشتركة لقيادة الأسلحة
مدرسة قازان للقيادة العسكرية العليا
مدرسة موسكو للقيادة العسكرية العليا
مدرسة نوفوسيبيرسك للقيادة العسكرية العليا
مدرسة إيكاترينبرج لقيادة المدفعية العليا
مدرسة ريازان العليا المحمولة جوا معهد أومسك تانك الهندسي
مدرسة تشيليابينسك العليا لهندسة قيادة السيارات العسكرية
معهد بينزا لهندسة المدفعية
معهد تولا لهندسة المدفعية
المعهد العسكري للدراسات المتقدمة لأخصائيي هيئات التعبئة بالقوات المسلحة (ساراتوف)
وفي يونيو 2007، تم منح الأكاديمية علم قتالي بموجب مرسوم صادر عن الرئيس فلاديمير بوتين، وضمها هيكليًا تحت إمرة القائد العام للقوات البرية الروسية.

## الأوسمة
وسام لينين
وسام ثورة أكتوبر
وسام الراية الحمراء
وسام سوفوروف

## رؤساء الأكاديمية
الكولونيل الجنرال ليونيد زولوتوف (أغسطس 1998 - سبتمبر 2002)
الكولونيل الجنرال فلاديمير بوبوف (سبتمبر 2002 - ديسمبر 2009)
اللواء أليكسي كيم (ديسمبر 2009 - يناير 2010)
الفريق فيكتور بولياكوف (يناير 2010 - يوليو 2014)
الفريق أوليغ ماكاريفيتش (يوليو 2014 - سبتمبر 2017)
الفريق ألكسندر لابين (سبتمبر - نوفمبر 2017)
الفريق سيرجي يودين (نوفمبر 2017 - أبريل 2018) ( مؤقتًا )
الفريق أليكسي أفديف (أبريل 2018-2019)

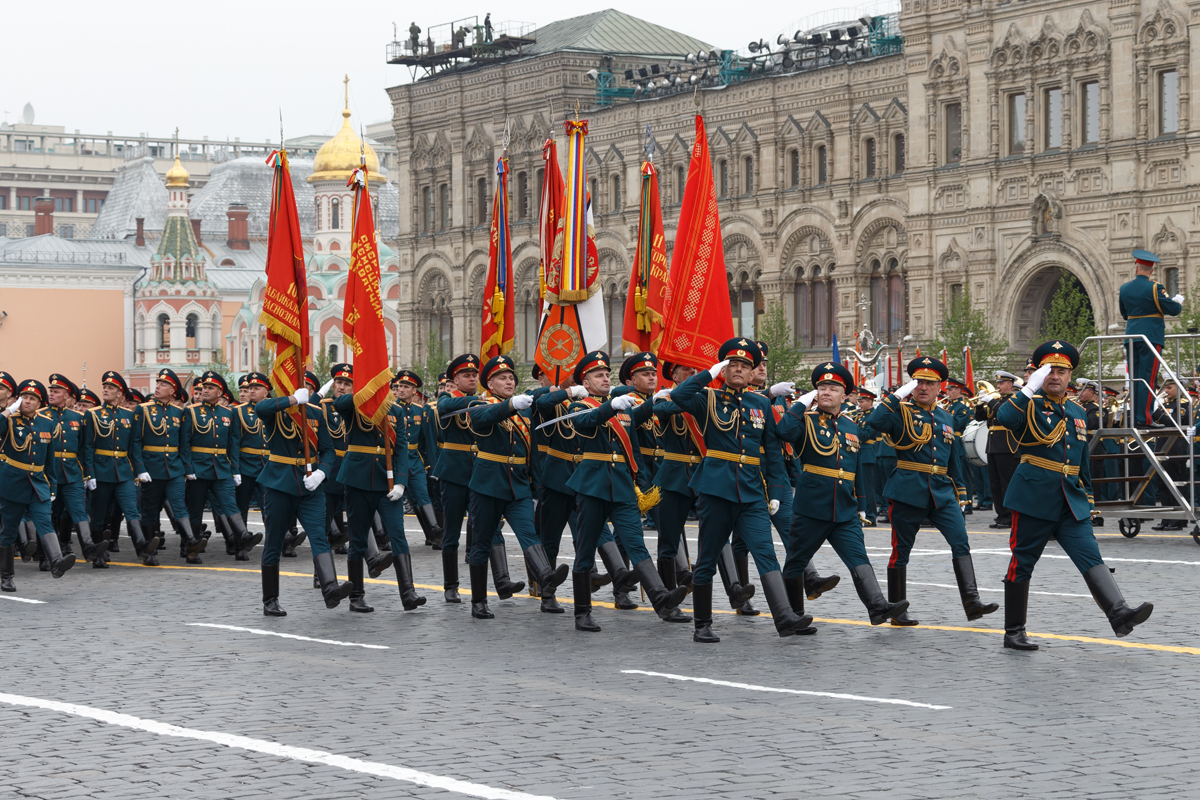
The academy during the 2019 Moscow Victory Day Parade.

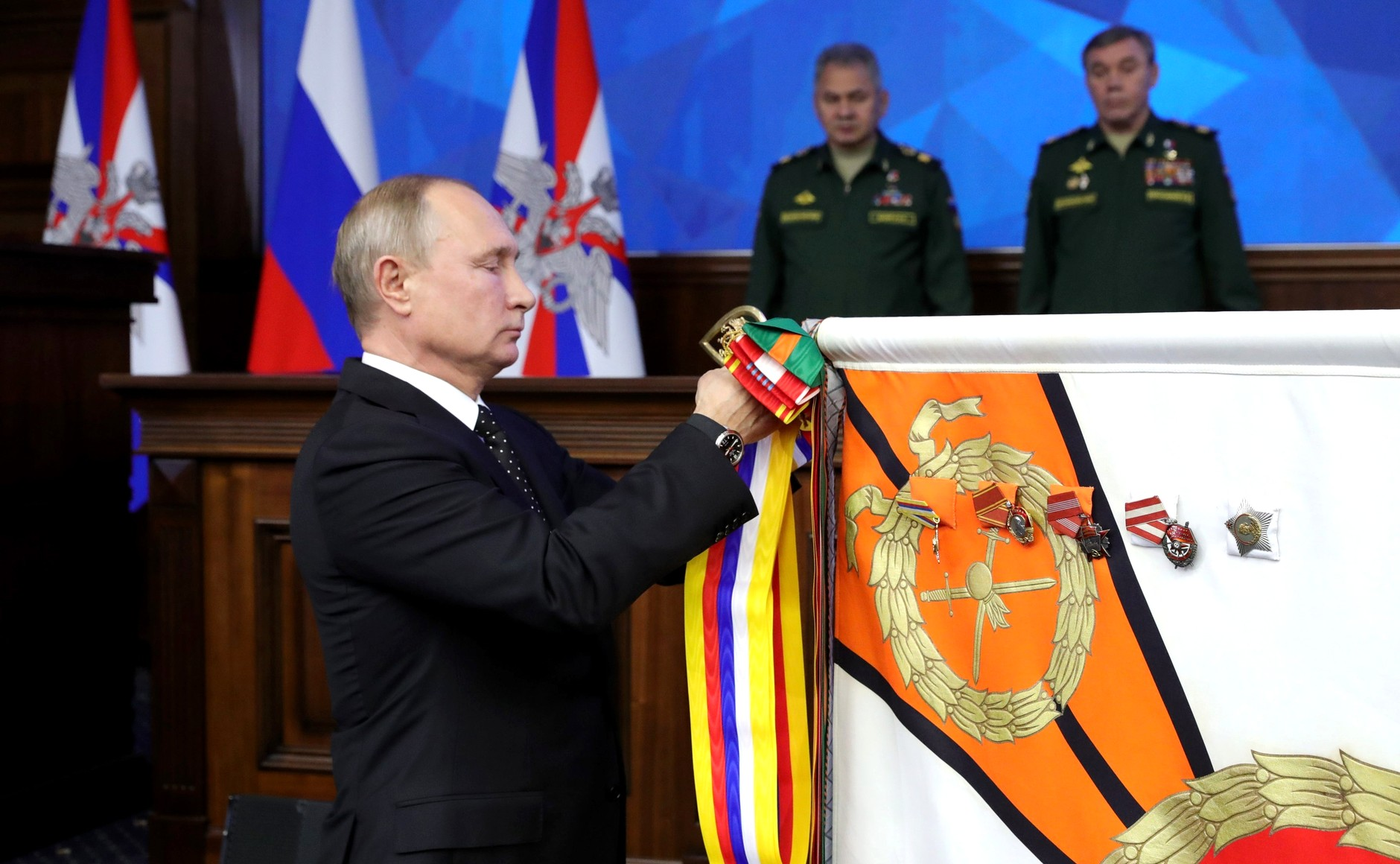
President Putin awarding the academy in 2018.

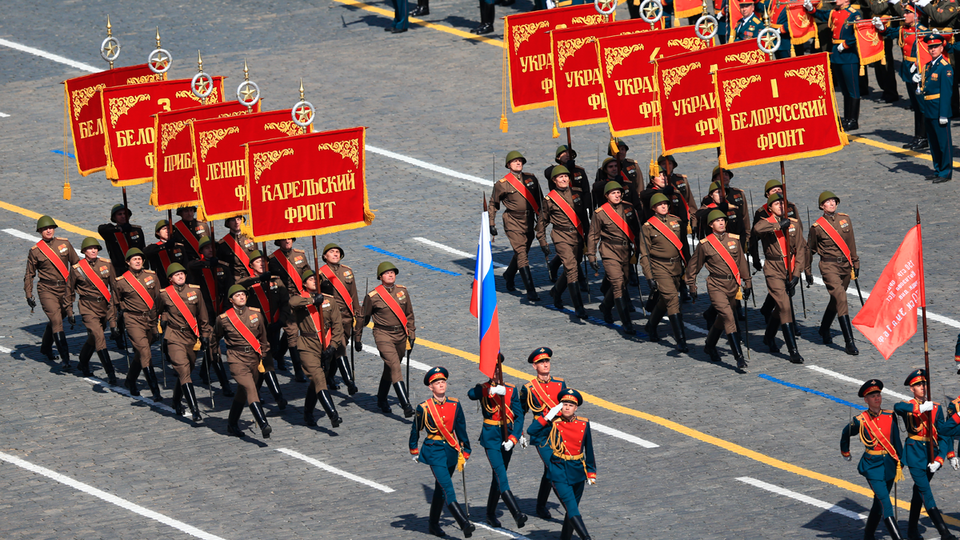
Cadets of the academy dressed in Red Army uniforms.

الفريق ألكسندر رومانشوك (منذ 2019)

## أنظر أيضا
أكاديمية فرونزي العسكرية
https://ova.mil.ru/
https://ova.mil.ru/ Рунов В. А. Общевойсковая академия Вооруженных Сил Российской Федерации. — М.: Ист-факт, 2008. — 359 с. ISBN 5-901534-12-3